# Liste der Monuments historiques in Schlierbach
Die Liste der Monuments historiques in Schlierbach führt die Monuments historiques in der französischen Gemeinde Schlierbach auf.

## Liste der Objekte
| Bezeichnung                        | Beschreibung | Standort                      | Kennzeichnung | Schutzstatus | Datum | Bild |
| ---------------------------------- | --- | ----------------------------- | ------------- | ------------ | ----- | ---- |
| Liturgische Gewänder               | zwei Sätze: der eine aus Kasel, Stola, Manipel, Kelchvelum und Bursa, der andere aus Kasel, zwei Stolen, Manipel und Kelchvelum; Seide und Leinen, bestickt, zweite Hälfte bzw. Ende des 18. Jahrhunderts; vermutlich aus dem Kloster Lützel | in der Kirche St-Léger (Lage) | PM68001508    | Inscrit      | 1995  |      |
| Zwei Skulpturen: Petrus und Paulus | Holz, farbig gefasst und vergoldet, zweite Hälfte des 18. Jahrhunderts | in der Kirche St-Léger (Lage) | PM68001510    | Inscrit      | 1995  |      |
| Gemälde Heiliger Leodegar          | Ölfarbe auf Leinwand, erste Hälfte des 19. Jahrhunderts, François Joseph Bulffer zugeschrieben | in der Kirche St-Léger (Lage) | PM68001509    | Inscrit      | 1995  |      |